# 千手觀音
千手觀音（羅馬化：sahasrabhuja），全称千手千眼觀世音菩薩，又稱普眼觀音，漢傳佛教中常被供奉的觀世音菩薩之一，是觀世音菩薩的其中一個化現。為六觀音之一，六觀音即：慈航觀音（救拔餓鬼道）、千手觀音（救拔地獄道）、馬頭觀音（救拔畜生道）、十一面觀音（救拔修羅道）、準提觀音（救拔人道）、如意輪觀音（救拔天道）。有一千隻手，每手心上各有一眼，故稱。一般塑像或者繪畫上，大都以四十手、三十六手、二十四手、十八手為代表。

## 形象
菩薩千手千眼形象之來源，於《大悲心陀羅尼經》中記載：「世尊！我念過去無量億劫，有佛出世，名曰『千光王靜住如來』。彼佛世尊憐念我故，及為一切諸眾生故，說此『廣大圓滿無礙大悲心陀羅尼』。以金色手摩我頂上作如是言：『善男子！汝當持此心呪，普為未來惡世一切眾生，作大利樂。』我於是時，始住初地，一聞此呪故，超第八地。我時心歡喜故，即發誓言：『若我當來，堪能利益、安樂一切眾生者，令我即時，身生千手、千眼具足。』發是願已，應時身上，千手千眼，悉皆具足。」此經文可知，菩薩千手千眼之形象，係因菩薩發願利樂有情之後而具足千手千眼。
千手千眼觀世音菩薩頭上有二十八法相，代表二十八天護法，流通於禪宗與淨土宗。
藏傳佛教中較為普遍的是十一面觀音像。
除了《大悲心陀羅尼經》以外，亦有《千手千眼觀世音菩薩姥陀羅尼身經》有千手千眼觀世音菩薩的記載。

### 类似造型
以下神佛因其造像与千手观音相似，常常会被人误认：

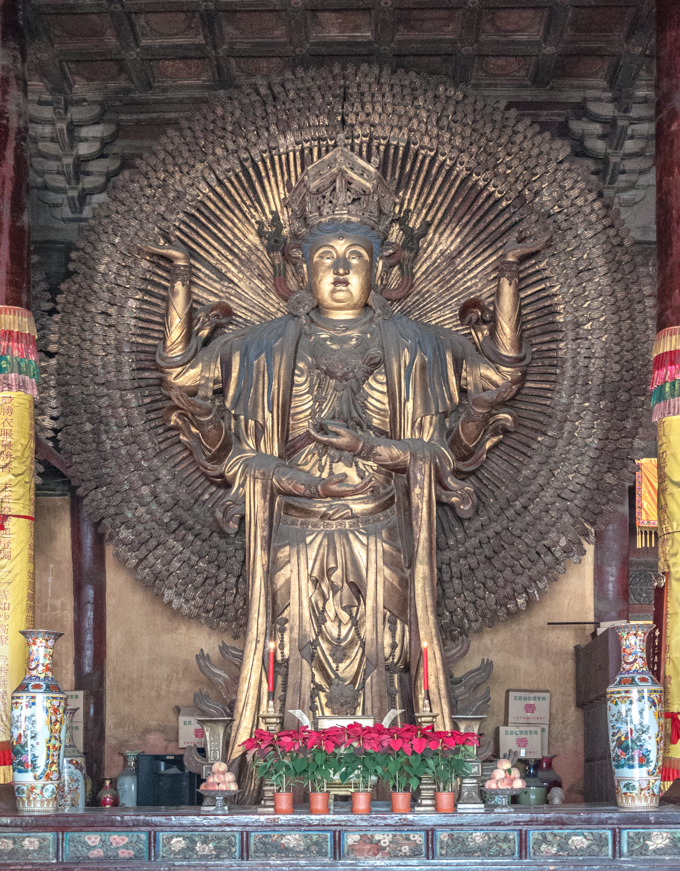
千臂千钵文殊菩萨
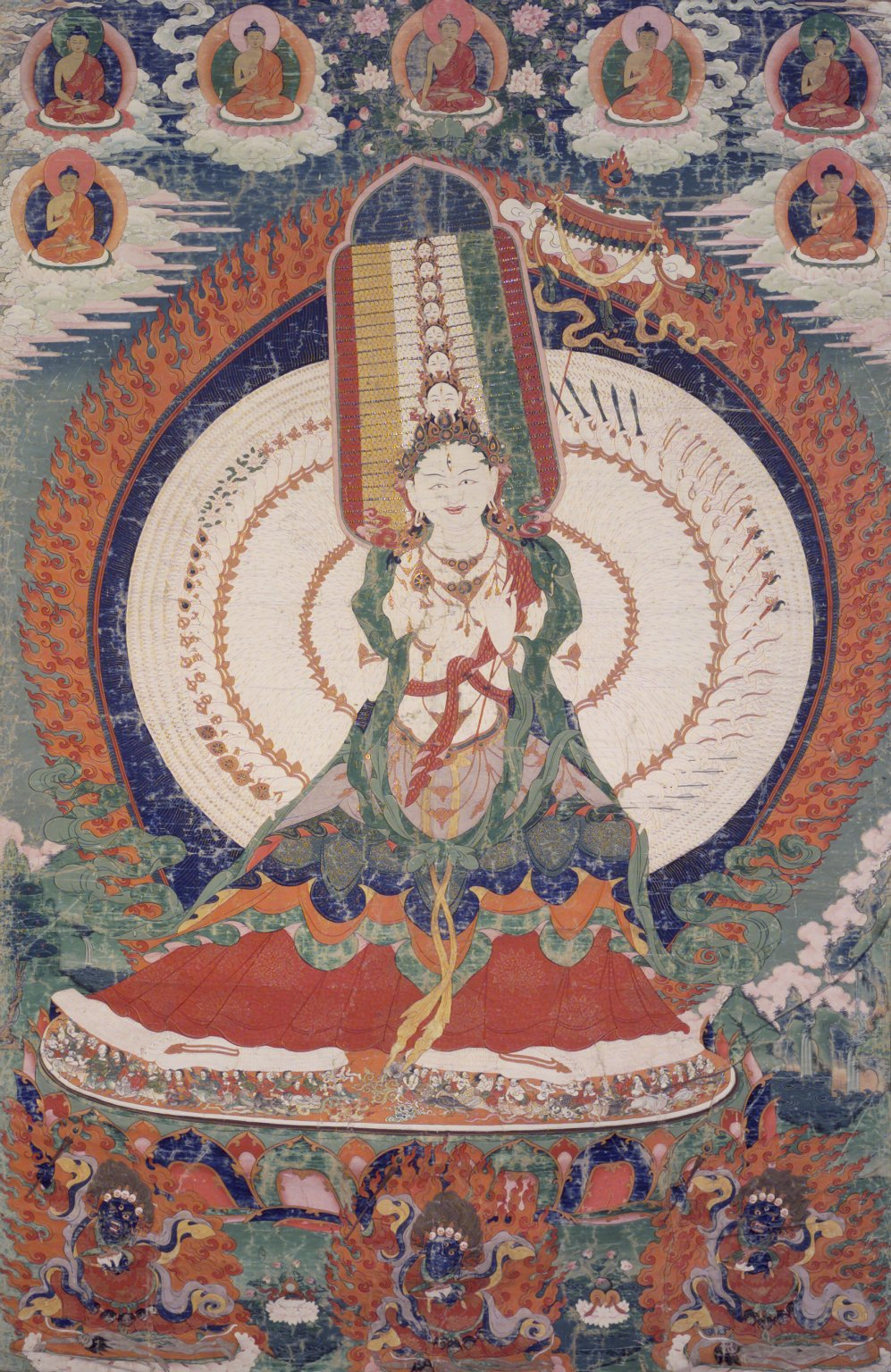
大白伞盖佛母
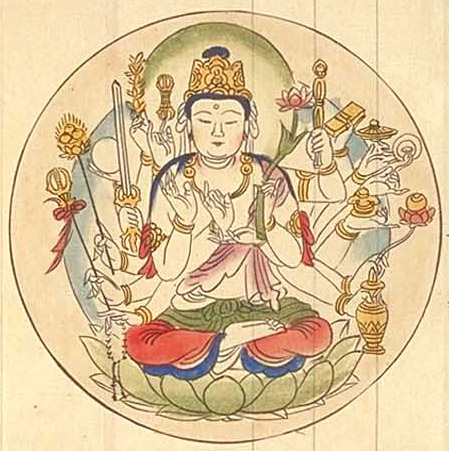
准提菩萨
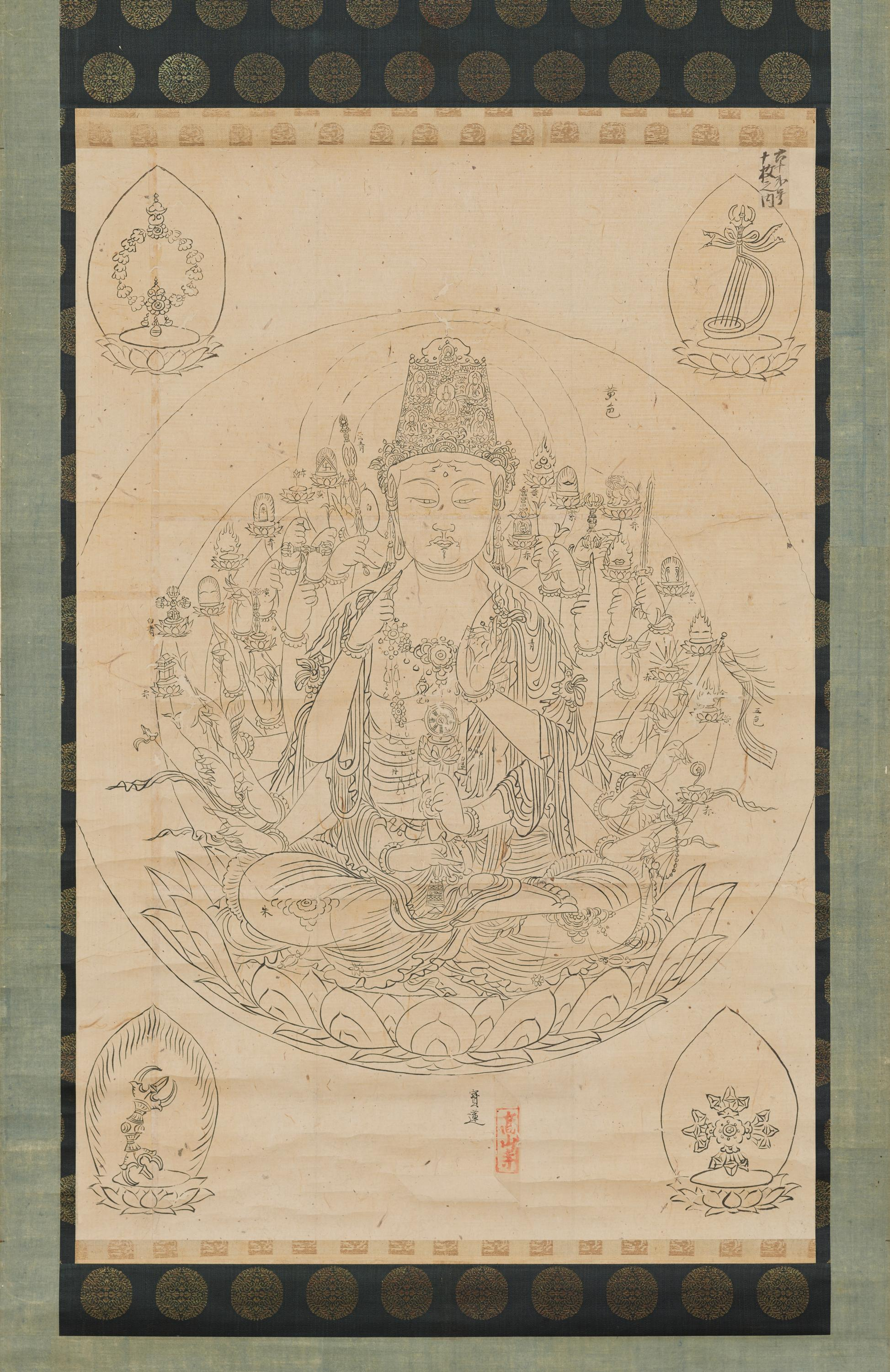
三十臂弥勒菩萨
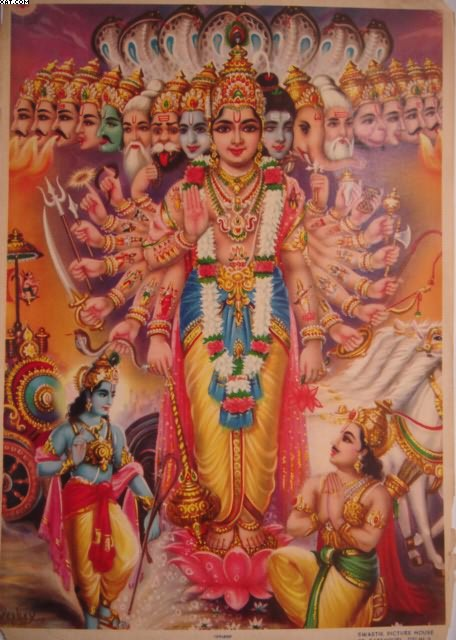
毗湿奴宇宙相（英语：Vishvarupa）
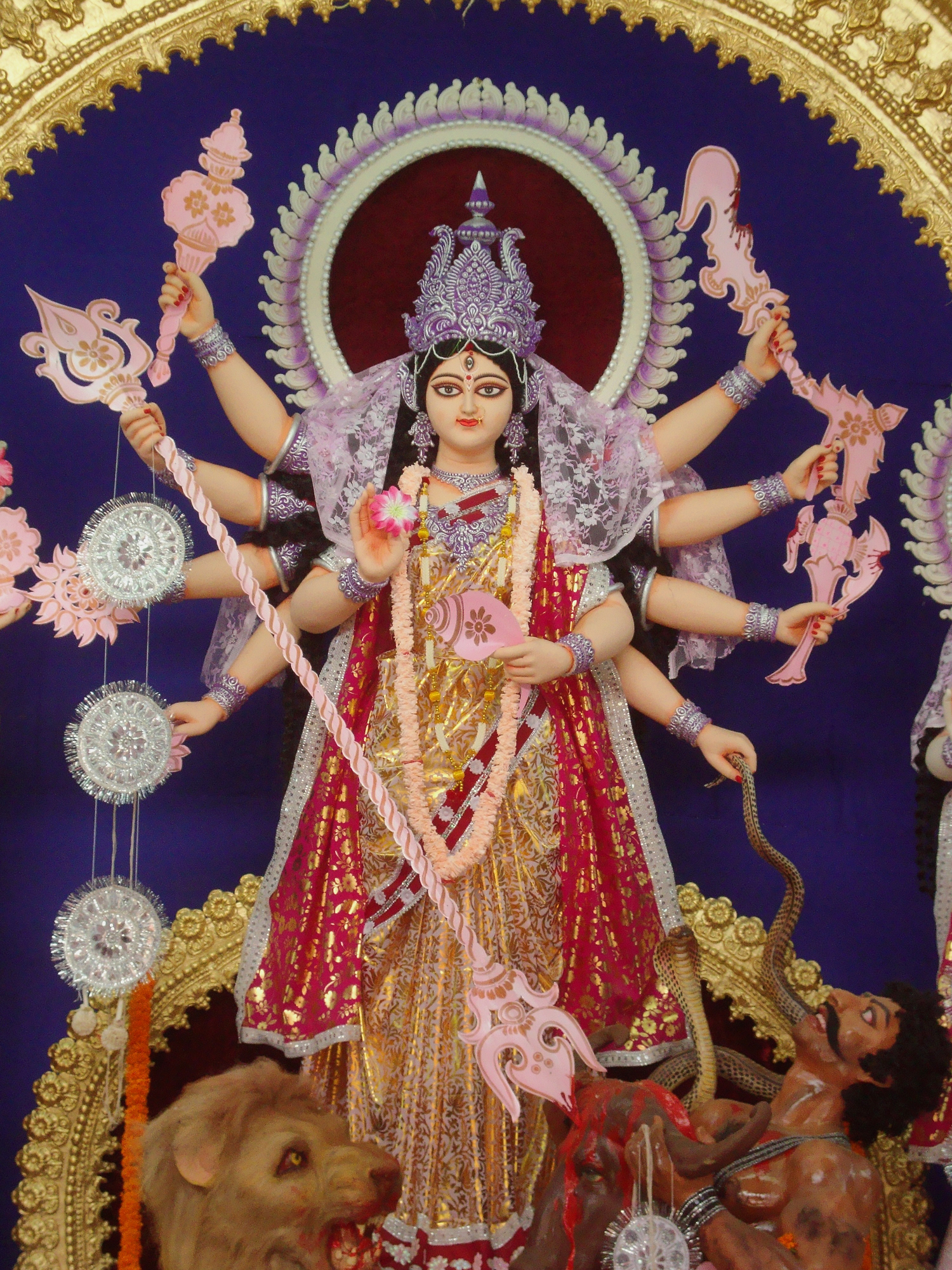
杜尔迦

## 图库

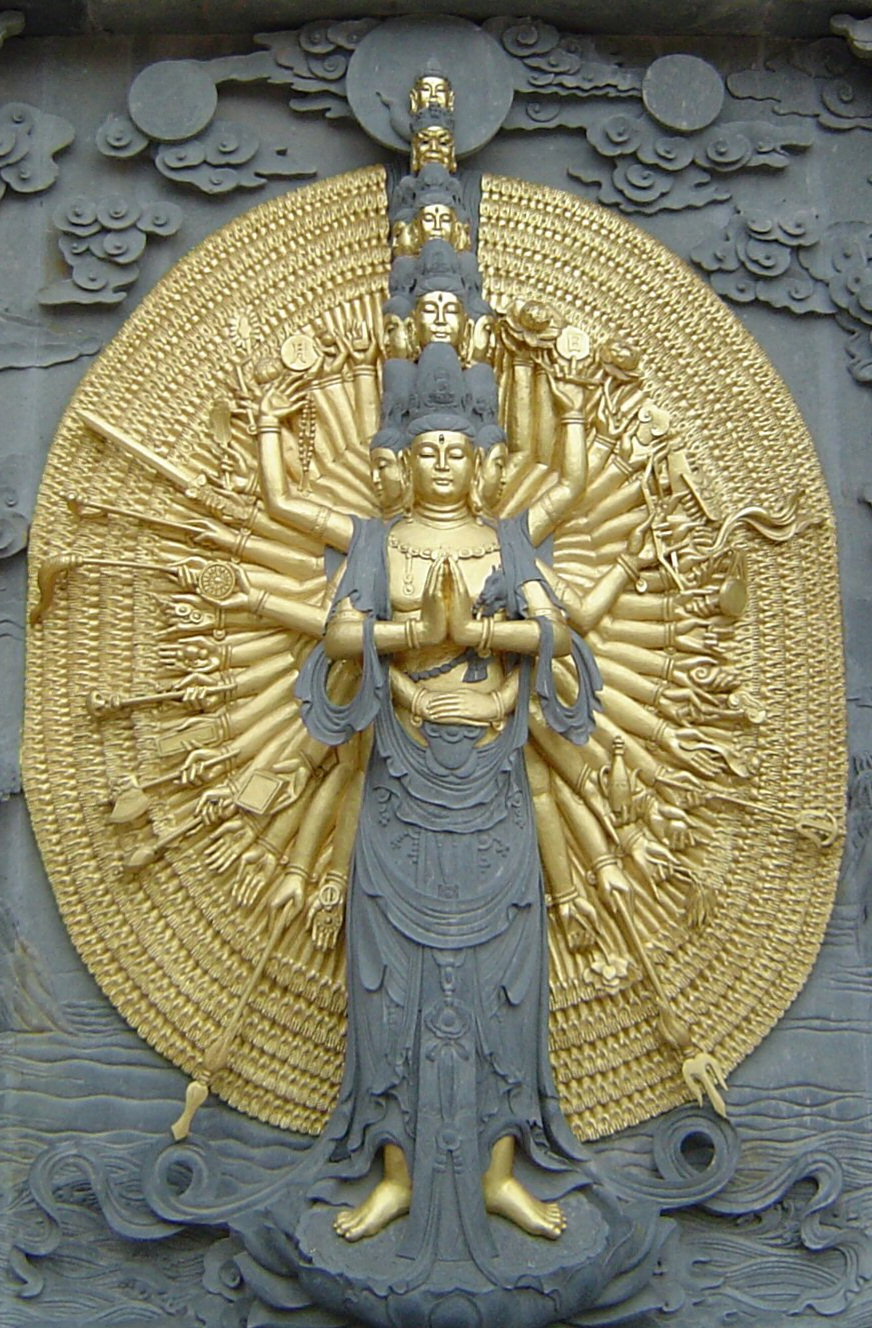
九华山十一面千手观音浮雕
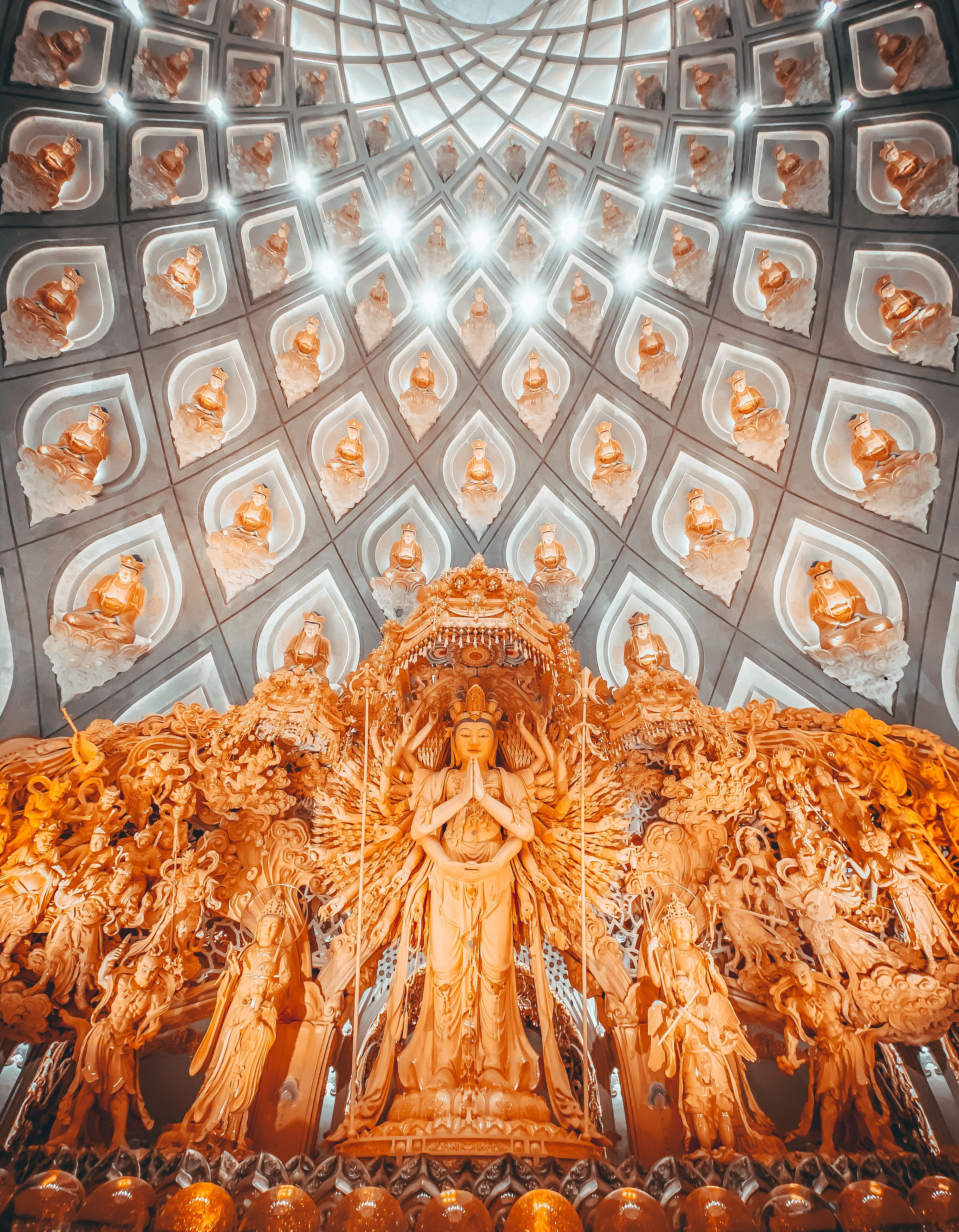
普陀山观音法界十一面千手观音菩萨像
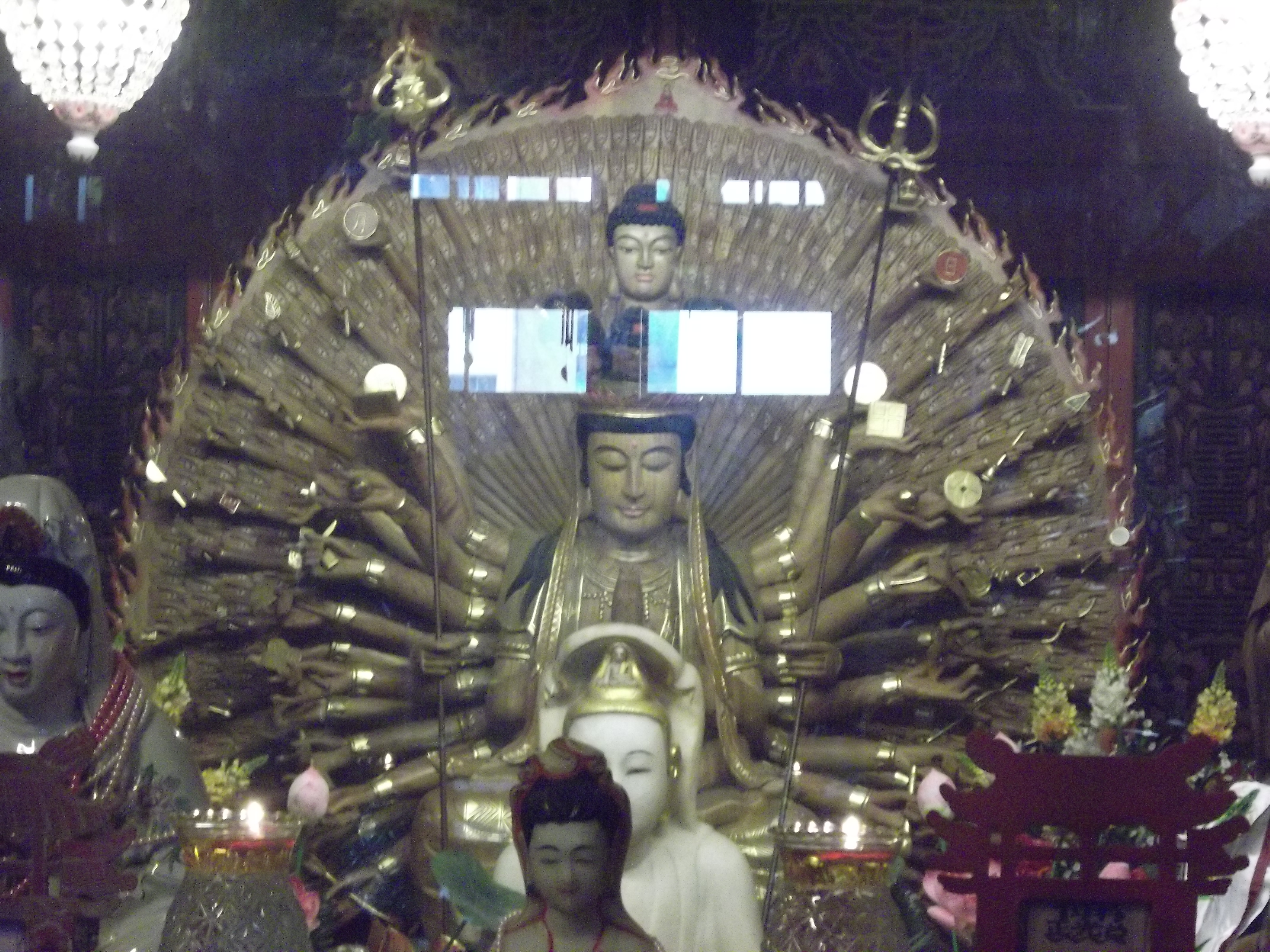
千手观音最常见形象
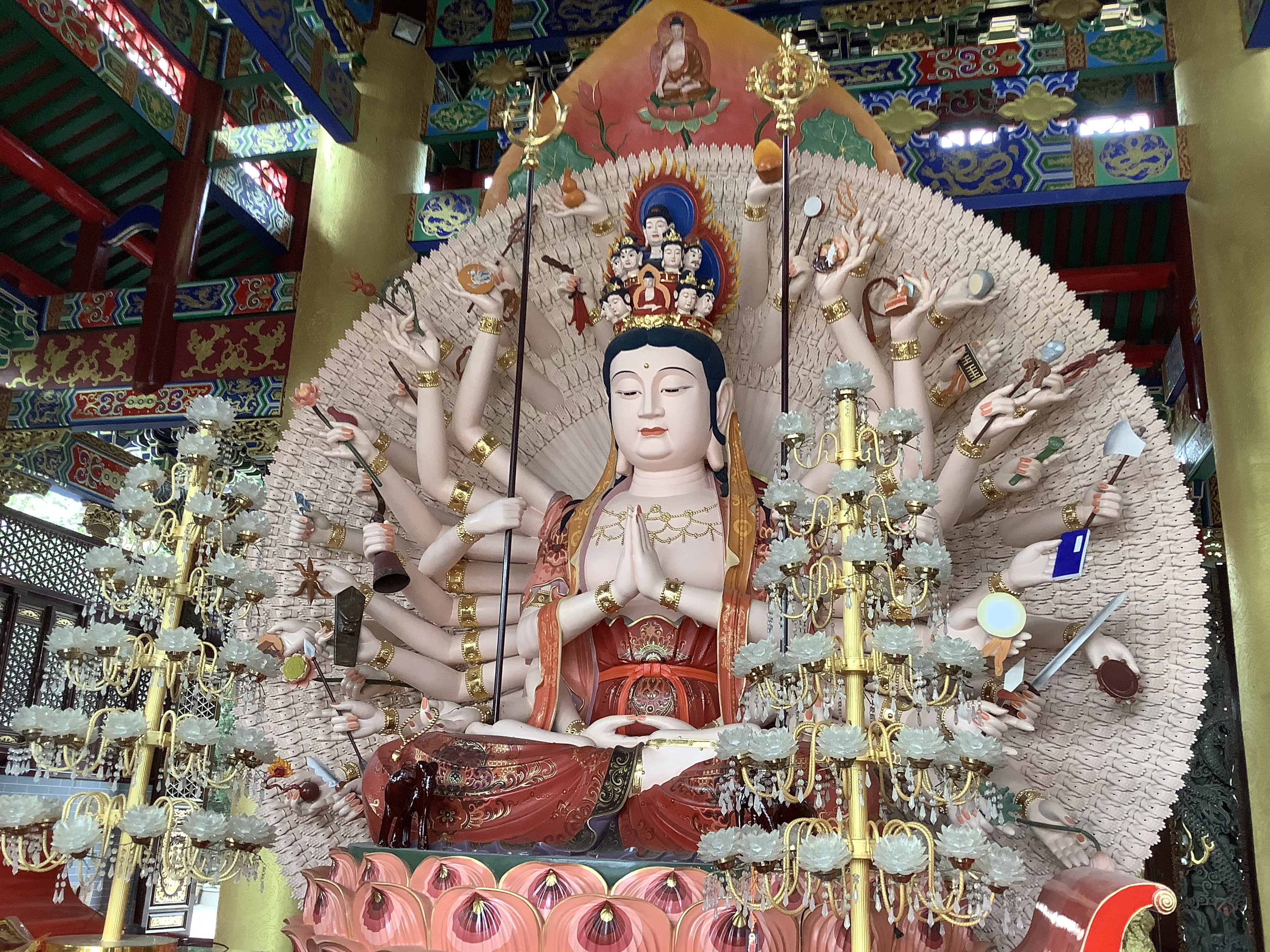
揭东石母双峰寺的千手观音像

## 資料來源
1. ↑  《佛學大辭典》觀世音之慈眼普觀一切眾生謂之普眼。大日經疏五曰：「如來究竟觀察十緣生句，得成此普眼蓮華，故名觀自在。約如來之行，故名菩薩。」同十曰：「以此普眼而觀眾生，故名觀自在者。」
2. ↑  .   [2016-02-24]. （原始内容存档于2016-03-04）.